# Mária Telkes
Mária Telkes (12 de desembre de 1900 – 2 de desembre de 1995) era un inventora i científica húngaro-americana que va treballar en tecnologies d'energia solar.

## Educació i vida primerenca
Nascuda a Budapest, Hongria, va marxa als Estats Units després de completar el seu Doctorat en fisicoquímica.

## Carrera professional
Als Estats Units va treballar de biofísica i, entre 1939 i 1953, va fer recerca en energia solar a Institut de Tecnologia de Massachusetts.
És coneguda per crear el primer generador d'energia elèctrica termoelèctric l'any 1947, quan va dissenyar la primera calefacció solar per a la Dover Sun House de Dover, Massachusetts, (construïda totalment amb calefacció solar, amb l'arquitecta Eleanor Raymond i la primera nevera termoelèctrica l'any 1953 utilitzant els principis de termoelectricitat de semiconductor.
Va ser una inventora prolífica de dispositius tèrmics pràctics, incloent una dessaladora en miniatura per als bots salvavides, la qual utilitzava energia solar i condensació per recollir aigua potable condensada. L'invent ha salvat les vides d'aviadors i mariners que s'haurien quedat sense aigua en quedar-se sols al mar.
Una de les seves especialitats eren els materials de canvi de fase, incloent sals foses per emmagatzemar energia tèrmica. A les seves classes, un dels seus materials preferits era la Sal de Glauber (sulfat sòdic).
Se la considera una de les fundadores dels sistemes d'emmagatzematge d'energia tèrmica solars, fet pel que es va guanyar el sobrenom de «reina de sol». Es va mudar a Texas el 1970s i va assessorar diverses empreses d'energia solar, incloent Northrup Solar, qui amb el temps va esdevenir ARCO Solar i, finalment, BP Solar.

## Premis
- 1952 Premi de la Societat de Dones Enginyeres
- 1977 Premi Greeley Abbot de la American Solar Energy Society
- 2012 Ingrés al Saló de la fama d'inventors Nacionals